# Artur Waś

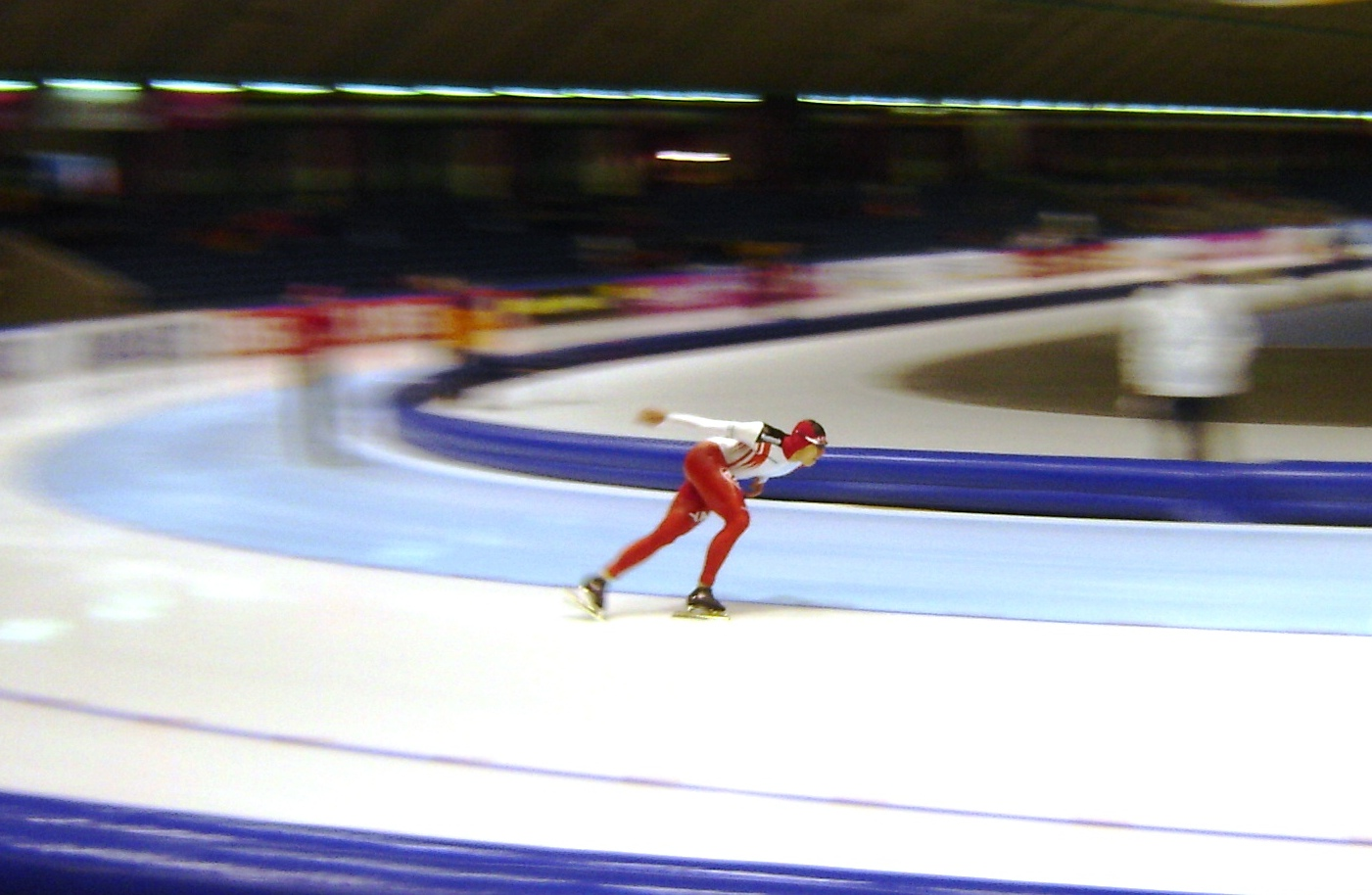
Artur Waś tijdens de Wereldbekerwedstrijden 2006 in Thialf

Artur Waś (Warschau, 27 maart 1986) is een voormalig Pools schaatser. Hij is gespecialiseerd in de korte schaatsafstanden en met name de 500 meter. Hij traint bij de KIA Speed Skating Academy in Inzell. Zijn beste prestatie was aanvankelijk de zilveren medaille op een wereldbekerwedstrijd in Heerenveen in november 2012, maar op 5 december 2014 wist hij verrassend de wereldbekerwedstrijd in Berlijn te winnen.
Een landgenoot met dezelfde voornaam schaatst ook op de sprint, Artur Nogal.

## Persoonlijk records
| Afstand      | Tijd     | Datum            | Baan           |
| ------------ | -------- | ---------------- | -------------- |
| 500 meter    | 34,42    | 22 november 2015 | Salt Lake City |
| 1000 meter   | 1.09,21  | 28 januari 2012  | Calgary        |
| 1500 meter   | 1.52,58  | 28 oktober 2006  | Berlijn        |
| 3000 meter   | 4.21,36  | 15 maart 2003    | Heerenveen     |
| 5000 meter   | 7.38,58  | 27 februari 2005 | Sanok          |
| 10.000 meter | 18.08,83 | 15 januari 2004  | Warschau       |

## Resultaten
| Jaar | WK Sprint | WK Afstanden           | Olympische Spelen | Wereldbeker        | WK Junioren |
| ---- | --------- | ---------------------- | ----------------- | ------------------ | ----------- |
| 2005 |           |                        |                   |                    | NC32        |
| 2006 | 35e       |                        | 32e 500m          | 52e 500m           |             |
| 2007 | 27e       |                        |                   | 33e 500m 59e 1000m |             |
|      |           |                        |                   |                    |             |
| 2011 | NC34      |                        |                   | 39e 500m           |             |
| 2012 | 14e       | 12e 500m               |                   | 14e 500m           |             |
| 2013 | 23e       | 11e 500m               |                   | 11e 500m           |             |
| 2014 |           |                        | 9e 500m           | 16e 500m           |             |
| 2015 |           | 5e 500m                |                   | 6e 500m            |             |
| 2016 |           | 7e 500m                |                   | 6e 500m            |             |
| 2017 |           | 14e 500m               |                   | 11e 500m           |             |
| 2018 |           |                        | 13e 500m          | 16e 500m 0p 1000m  |             |
| 2019 |           | 12e 500m 5e teamsprint |                   | 20e 500m           |             |
| 2020 |           |                        |                   | 33e 500m           |             |

NC# = niet gekwalificeerd voor de laatste afstand, maar wel als #e geklasseerd in de eindrangschikking

### Medaillespiegel
| kampioenschap     | goud | zilver | brons |
| ----------------- | ---- | ------ | ----- |
| Olympische Spelen | 0    | 0      | 0     |
| Wereldbeker       | 2    | 1      | 0     |
| WK Sprint         | 0    | 0      | 0     |
| WK Junioren       | 0    | 0      | 0     |